# Aleksiej Woronin
Aleksiej Wiktorowicz Woronin (ros. Алексей Викторович Воронин; ur. 4 lipca 1984) – rosyjski zapaśnik walczący w stylu wolnym. Wicemistrz uniwersjady w 2005. Szósty w Pucharze Świata w 2005. Mistrz Europy juniorów w 2004 roku.
Brązowy medalista Rosji w 2006 roku.